# Cryptoprocta spelea
Cryptoprocta spelea is een uitgestorven zoogdier uit de familie van de madagaskarcivetkatten (Eupleridae). De wetenschappelijke naam werd gepubliceerd door Grandidier in 1902.
Cryptoprocta spelea is de grotere verwant van de fossa. Het had het formaat van een kleine nevelpanter met een geschat gewicht van 17 tot 20 kg. Vermoedelijk jaagde het op de grote makisoorten die voorheen op Madagaskar voorkwamen.